# Чыныбаев, Кудайберген
Кудайберген Чыныбаев (кирг. Кудайберген Чыныбаев; 10 мая 1930, с. Бел-Алды) — февраль 1997) — киргизский и советский передовик производства, политический и общественный деятель. Шахтёр. Бригадир бригады проходчиков шахты рудоуправления «Северный». Герой Социалистического Труда (1971). Почётный шахтер СССР (1965).

## Биография
Родился в селе Бел-Алды (ныне Токтогульского района, Джалал-Алабадской области Кыргызстана
С 1950 года работал шахтёром на шахте «Капитальный». Постоянное опережал плановые задания. Передовик производства.
Член КПСС с 1955 года. С 1955 года — член Политбюро ЦК КП Киргизской ССР. Депутат Верховного Совета Киргизской ССР в 1967—1984 годах.
За значительное перевыполнение планов Восьмой пятилетки награждён Орденом Ленина и Медалью «Серп и Молот» (1971).
За вклад в приумножение экономического потенциала страны самоотверженным и плодотворным трудом, в 1997 г. Кудайберген Чыныбаев одним из первых в Киргизской республике был награждён Орденом «Манас» II степени.
Проживал в городе Таш-Кумыр Джалал-Абадской области.